# Elio Juárez
Elio Juárez (nascido em 18 de abril de 1942) é um ex-ciclista uruguaio. Representou sua nação durante os Jogos Olímpicos de 1964, na prova de perseguição por equipes.